# منتخب تركيا تحت 23 سنة لكرة الطائرة للسيدات
منتخب تركيا تحت 23 سنة لكرة الطائرة للسيدات هو ممثل تركيا  الرسمي في المنافسات الدولية في كرة طائرة للسيدات تحت 23 سنة .